# Колебание (картина Кандинского)
«Колебание» (англ. Swinging, нем. Schaukeln) — картина русского художника Василия Кандинского, написанная в 1925 году.

## Описание
Название «Колебание» передаёт ощущение движения этой работы. Кандинский считал, что живопись должна стремиться быть такой же абстрактной, как музыка, и хотел, чтобы его искусство вышло за рамки простого представления, давая зрителям более сопричастный опыт, как прослушивание музыки. Он работал над созданием искусства, свободного от любых ссылок на материальный мир, стремился создать ощущение движения в своих работах. Для него цвет был особенно важен как инструмент для освобождения искусства от представления видимого мира.
По иронии судьбы, переход Кандинского к абстракции стал ответом на его чувство отвращения к материализму современной жизни. Искусство, свободное от изображения объектов, казалось, предлагало решение его духовного кризиса.
Это произведение можно охарактеризовать как более продуманное и завершённое по сравнению с другими работами того же времени. В отличие от других работ, где художник использовал насыщенные цвета, здесь цветовая гамма более спокойная. Это было характерно для его более поздних работ. Характерной особенностью ранних работ Кандинского был яркий цвет шахматной доски. 
В 1979 году полотно было приобретено Галереей Тейт в Лондоне и в настоящее время выставлено в основной экспозиции.